# ويليام آدامز ريتشاردسون
ويليام آدامز ريتشاردسون (بالإنجليزية: William Adams Richardson)‏ هو قاضي وضابط ومحامي أمريكي، ولد في 2 نوفمبر 1821 في Tyngsborough, Massachusetts ‏ في الولايات المتحدة، وتوفي في 19 أكتوبر 1896 في واشنطن العاصمة في الولايات المتحدة.